# Mond (fiume)
Il Mond (in persiano: رودخانه مند) è un fiume dell'Iran con numerosi rami; la sorgente si trova ad ovest della città di Shiraz; scorre nelle province di Fars e Bushehr (Iran sud-occidentale) e sfocia nel Golfo Persico.
Il suo corso superiore era in passato considerato un fiume separato ("Kara-Aghatch"), che fu rivisto da E. C. Ross nel 1883

## Descrizione
Questo fiume è permanente ed è il quinto fiume più grande in Iran. Il fiume è lungo 685 km.
Questo fiume proviene dalle montagne di Anar e Khani, presso il villaggio di Kohmara, 75 km a nord-ovest di Shiraz e 28 km a nord-est di Kazeroon.